# Indigofera fulvopilosa
Indigofera fulvopilosa är en ärtväxtart som beskrevs av John Patrick Micklethwait Brenan. Indigofera fulvopilosa ingår i släktet indigosläktet, och familjen ärtväxter. Inga underarter finns listade i Catalogue of Life.